# David Miklos
 (mai 2021).
David Miklos, né en 1970 à San Antonio, au Texas, est un écrivain et professeur mexicain. Diplômé en relations internationales de l'Universidad Iberoamericana (Mexique), il est professeur associé à la division Histoire du Centro de Investigación y Docencia Económicas (CIDE) de Mexico.
Il a créé et dirigé la revue de création et de critique littéraire Cuaderno Salmón (2006-2008). Il est coordinateur au Mexique de l'École centrale d'écriture et rédacteur en chef d'ISTOR, Revista de Historia Internacional.

## Travaux
- 2005 : La Piel muerta. Novela (Tusquets, México D. F.)[4]
- 2006 : La Gente extraña. Novela (Tusquets, México D. F.)[5]
- 2008 : La Hermana falsa. Novela (Tusquets, México D. F.)[6]
- 2010 : La Vida triestina. Relato (Libros Magenta, México D. F. ; 2ª. édition sous le titre La Vida en Trieste, Nieve de Chamoy, México D. F.: 2016)[7],[8]
- 2012 : Brama. Novela (Tusquets, México D. F.)[9]
- 2013 : No tendrás rostro. Novela (Tusquets, México D. F.)[10]
- 2013 : El Abrazo de Cthulhu. Relato (Textofilia, México D. F.)[11]
- 2014 : Dorada. Novela (Tusquets, México D. F.)[12]
- 2014 : Miramar. Novela (Textofilia, México D. F.)[13]
- 2017 : La Pampa imposible. Novela (Penguin Random House, México D. F.)[14]

### Éditions en charge
- 1999 : VV.AA. Una ciudad mejor que esta. Antología de nuevos narradores mexicanos. (Tusquets, México D. F.) (compilé par David Miklos).
- 2005 : VV.AA. Estática doméstica: Tres generaciones de cuentistas peruanos (1951-1981). (Universidad Nacional Autónoma de México, México D. F.) (sélection et prologue de David Miklos)[15]
- 2015 : VV.AA. 22 Voces. Narrativa mexicana joven, Vol. 1. (Malaletra, México D. F.) (compilé par David Miklos)[16]